# Escut dels seguidors de l'MLS

Trofeu MLS Supporters' Shield.

L'Escut dels seguidors de l'MLS, oficialment anomenat MLS Supporters' Shield, és el trofeu anual que es dona al campió de la fase regular de la Major League Soccer.
El trofeu fou creat i guardonat per primer cop el 1998, tot i que també fou donat amb caràcter retroactiu als clubs Tampa Bay Mutiny i DC United per les temporades 1996 i 1997.
El 2006 els directius de l'MLS van decidir que el guanyador de l'Escut dels seguidors de l'MLS i el guanyador de la Copa MLS serien els representants dels Estats Units a la Lliga de Campions de la CONCACAF.

## Història
Com que l'MLS és similar a les lligues esportives d'Amèrica del Nord, un grup de fans volien una forma de reconèixer l'equip que s'hauria convertit en campió en una sola taula: l'equip que va anotar més punts de la lliga durant la temporada regular. Van ser guardonats amb caràcter retroactiu el Tampa Bay Mutiny i el DC United per a les temporades 1996 i 1997, respectivament.
Des de la temporada 2000, el sistema d'adjudicació de punts de l'MLS és el mateix que l'estàndard FIFA, tres punts per victòria, un per empat i cap punt per derrota.
El febrer de 2006, la Federació de Futbol dels Estats Units va decidir que el guanyador de l'Escut dels seguidors de l'MLS i el guanyador de la Copa MLS representarà als Estats Units a la Lliga de Campions de la CONCACAF.
En sis ocasions (1997, 1999, 2000, 2002, 2008, 2011), el guanyador de l'Escut dels seguidors de l'MLS també ha arribat a guanyar la Copa MLS en aquest mateix any.

## Historial
| Any  | Campió                 | Punts | Segon classificat      | Punts |
| ---- | ---------------------- | ----- | ---------------------- | ----- |
| 1996 | Tampa Bay Mutiny       | 58    | Los Angeles Galaxy     | 49    |
| 1997 | DC United              | 55    | Kansas City Wizards    | 49    |
| 1998 | Los Angeles Galaxy     | 68    | DC United              | 58    |
| 1999 | DC United              | 57    | Los Angeles Galaxy     | 54    |
| 2000 | Kansas City Wizards    | 57    | Chicago Fire           | 57    |
| 2001 | Miami Fusion           | 53    | Chicago Fire           | 53    |
| 2002 | Los Angeles Galaxy     | 51    | San Jose Earthquakes   | 45    |
| 2003 | Chicago Fire           | 53    | San Jose Earthquakes   | 51    |
| 2004 | Columbus Crew          | 49    | Kansas City Wizards    | 49    |
| 2005 | San Jose Earthquakes   | 64    | New England Revolution | 59    |
| 2006 | DC United              | 55    | FC Dallas              | 52    |
| 2007 | DC United              | 55    | Chivas USA             | 53    |
| 2008 | Columbus Crew          | 57    | Houston Dynamo         | 51    |
| 2009 | Columbus Crew          | 49    | Los Angeles Galaxy     | 48    |
| 2010 | Los Angeles Galaxy     | 59    | Real Salt Lake         | 56    |
| 2011 | Los Angeles Galaxy     | 67    | Seattle Sounders FC    | 63    |
| 2012 | San Jose Earthquakes   | 66    | Sporting Kansas City   | 63    |
| 2013 | New York Red Bulls     | 59    | Sporting Kansas City   | 58    |
| 2014 | Seattle Sounders FC    | 64    | Los Angeles Galaxy     | 61    |
| 2015 | New York Red Bulls     | 60    | FC Dallas              | 60    |
| 2016 | FC Dallas              | 60    | Colorado Rapids        | 58    |
| 2017 | Toronto FC             | 69    | New York City FC       | 57    |
| 2018 | New York Red Bulls     | 71    | Atlanta United FC      | 69    |
| 2019 | Los Angeles FC         | 72    | New York City FC       | 64    |
| 2020 | Philadelphia Union     | 47    | Toronto FC             | 44    |
| 2021 | New England Revolution | 73    | Colorado Rapids        | 61    |
| 2022 | Los Angeles FC         | 67    | Philadelphia Union     | 67    |
| 2023 | FC Cincinnati          | 69    | Orlando City SC        | 63    |
| 2024 | Inter de Miami         | 74    | Columbus Crew          | 66    |

## Títols per club
| Club                   | Títols |
| ---------------------- | ------ |
| D.C. United            | 4      |
| Los Angeles Galaxy     | 4      |
| New York Red Bulls     | 3      |
| Columbus Crew          | 3      |
| Los Angeles FC         | 2      |
| San Jose Earthquakes   | 2      |
| Inter de Miami         | 1      |
| Tampa Bay Mutiny       | 1      |
| Sporting Kansas City   | 1      |
| Miami Fusion           | 1      |
| Chicago Fire           | 1      |
| Seattle Sounders FC    | 1      |
| FC Dallas              | 1      |
| Toronto FC             | 1      |
| Philadelphia Union     | 1      |
| New England Revolution | 1      |
| FC Cincinnati          | 1      |